# كازوكي فوجيتا
كازوكي فوجيتا (باليابانية: 藤田和輝) هو لاعب كرة قدم ياباني، ولد في 2001 في نييغاتا في اليابان. لعب مع آلبيركس نيغاتا.

## وصلات خارجية
- كازوكي فوجيتا على موقع رابطة كرة القدم اليابانية للمحترفين (اليابانية)
- كازوكي فوجيتا على موقع قاعدة بيانات كرة القدم.إي يو (الإنجليزية)
- كازوكي فوجيتا على موقع Soccerbase.com (لاعب) (الإنجليزية)
- كازوكي فوجيتا على موقع Soccerway.com (الإنجليزية)
- كازوكي فوجيتا على موقع عالم كرة القدم.نت (الإنجليزية)